# Early Greek Philosophy
Early Greek Philosophy (Frühe griechische Philosophie) ist eine Geschichte der vorsokratischen Philosophie von John Burnet (1863–1928), die einen umfassenden Einblick in die Entwicklung der altgriechischen Philosophie in der Antike liefert.
Seine ausführliche Studie über die frühen griechischen Philosophen behandelt unter anderem die milesische Schule, Heraklit, Parmenides, Empedokles, Anaxagoras, die Pythagoreer, Leukippos und die jüngeren Eleaten. Das Werk, von dem die erste Ausgabe im Jahre 1892 von dem erst 28-jährigen Burnet erschien und das vier Auflagen erlebte (die 4. erschien kurz nach seinem Tod, alle im Verlag Adam & Charles Black, London), wurde von den englischsprechenden Gelehrten erst viele Jahre durch die Arbeit von G. S. Kirk und J. E. Raven abgelöst.
Im Vorwort zur 3. Ausgabe (unverändert in der 4.) heißt es:

“...the main thesis of my book, and the vital point of the argument is my insistence on the derivation of Atomism (which is admittedly materialistic) from Eleaticism, in accordance with the express statements of Aristotle and Theophrastos...”

„Die Hauptthese meines Buches und der entscheidende Punkt der Argumentation ist mein Beharren auf der Ableitung des Atomismus (der zugegebenermaßen materialistisch ist) vom Eleatismus, in Übereinstimmung mit den ausdrücklichen Aussagen von Aristoteles und Theophrastos von Eresos.“

## Ausgaben
- 1. Ausgabe 1892
- 2. Ausgabe 1908
- 3. Ausgabe 1920
- 4. Ausgabe 1930 (postum)